# Llanura

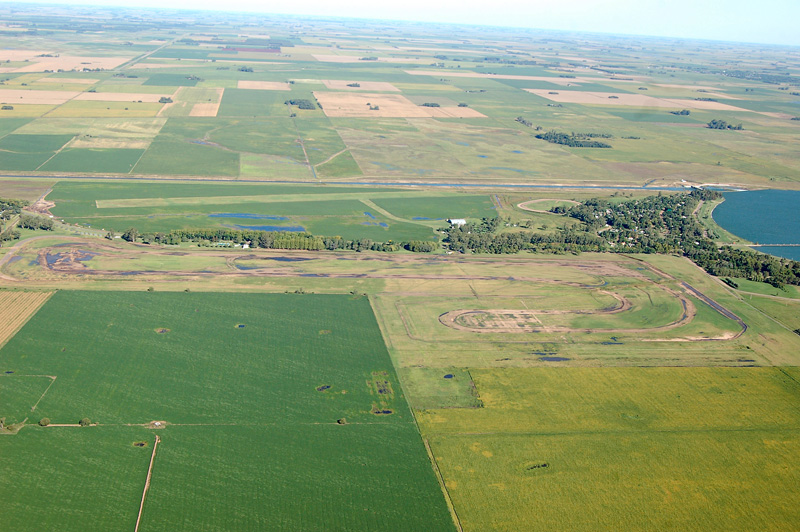
La región pampeana

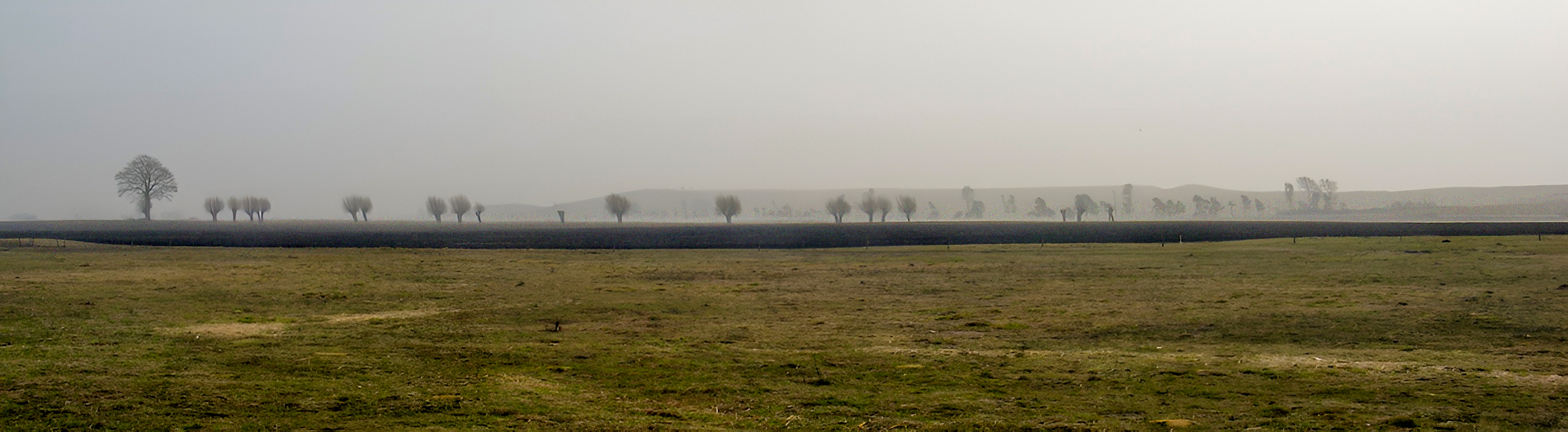
Llanura en la provincia meridional de Escania, en Suecia.

En geografía, una llanura o planicie es una gran extensión de tierra plana o con ligeras ondulaciones. Las llanuras se pueden encontrar en tierras bajas, generalmente por debajo de los 200 metros sobre el nivel del mar o en el fondo de valles. También se encuentran  mesetas, en altitudes superiores a los 500 m y a elevaciones superiores, en altiplanos.

## Descripción
En un valle, las planicies pueden estar delimitadas por dos lados, o en otros casos estar rodeadas, total o parcialmente, por un anillo de colinas, montañas o acantilados. En las regiones donde hay más de una llanura, estas suelen estar conectadas por un paso o una brecha. Su formación pudo deberse a lava, agua o hielo depositados que fueron fluyendo desde colinas y montañas circundantes como en el caso de las fajanas, o por erosión del viento.
En muchas zonas e históricamente, las llanuras han sido un motor económico decisivo para el desarrollo del ser humano por la fácil movilidad que permiten y el mayor aprovechamiento agrícola y ganadero de su suelo con respecto al de zonas montañosas o escarpadas. Los sedimentos depositados en su terreno las convierten en lugares fértiles y de suelo suave y pastoso, propicio para el desarrollo de cultivos y pastos; su bajo o nulo relieve facilita la mecanización de las cosechas.
Los biomas de las llanuras incluyen pastizales (templado o subtropical), estepa (semiárido), sabana (tropical) o tundra (polar). En algunos casos, los desiertos y las selvas tropicales también pueden considerarse llanuras.
Las llanuras en muchas áreas son importantes para la agricultura porque donde los suelos fueron depositados como sedimentos pueden ser profundos y fértiles, y la planicie facilita o bien la mecanización de la producción de cultivos, o bien sustentan praderas que proporcionan buenos pastos para el ganado.

## Etimología
El vocablo «llanura» se forma a partir de «llano» (del latín planus) y -ura (sufijo latino -ūra). «Planicie» proviene asimismo del latín planities.

## Clasificación y tipos de llanuras
Según su formación, las planicies se pueden denominar:
- Llanuras estructurales, superficies horizontales relativamente poco perturbadas.  Zonas estructuralmente deprimidas que forman algunas de las tierras bajas más extensas de la superficie terrestre.
- Llanuras erosionales, han sido niveladas por varios agentes de erosión, como el agua, ríos, viento y glaciares que desgastaron su rugosa superficie y las alisaron, son resultado del desgaste de las rocas sobre la superficie terrestre. La locución «superficie de planeación» es más preciso porque muchas de las superficies podrían denominarse superficies de erosión.[7][8]

Planicies de grandes dimensiones son región pampeana, la llanura europea oriental —como parte de una planicie aun mayor: la Gran llanura europea— o la llanura de Dōgo en Japón.

### Llanuras deposicionales
Las llanuras deposicionales, están formadas por la deposición de materiales dejados por agentes como meteorológicos como el viento, ríos, olas y glaciares o por lava. Su fertilidad y relevancia económica depende principalmente del tipo de sedimentos depositados.
Este tipo de llanuras se agrupan en:
- Llanura aluvial, formada por un cauce de un río y que puede ser inundada ante una eventual crecida de las aguas de este,[9] lo que da lugar a una
  - llanura inundable,
  - llanura costera y
  - llanura de marea
  - Una llanura de volutas se produce cuando un río serpentea a través de un área con una pendiente muy baja, generalmente con una descarga bastante continua. Además de los meandros, las llanuras de volutas también se caracterizan por numerosos lagos en forma de brazo muerto.[10]
  - fajana o llanura de lava, formada por capas de lava fluyente posteriormente solidificada.[11]

Los sedimentos que conforman las planicies son de distinto origen y composición. Los que fueron transportados por los ríos y depositados en la superficie se denominan «limos»; son granos muy pequeños, como las arcillas y los sedimentos eólicos, o sea, movidos por el viento, se denominan loess.
- Llanuras glaciales, formadas por el movimiento de los glaciares, debido a la fuerza de gravedad:[12][13]
  - Sandur, planicie formada por sedimentos fluviales finos provenientes de la fusión de glaciares en la porción superior de las cuencas asociadas.[12][13]
  - Llanura glaciar de till, formada por pilas de sedimentos heterogéneos de origen glaciar.
- Llanura abisal, zona llana o de pendiente muy suave del fondo de la cuenca oceánica profunda.[14][15]

- Llanura lacustre, llanuras que originalmente se formaron en un ambiente lacustre, es decir, como lecho de un lago.[16]

### Llanuras estructurales
Las llanuras estructurales son superficies horizontales de la Tierra relativamente tranquilas. Son áreas del mundo estructuralmente deprimidas que conforman algunas de las tierras bajas naturales más extensas de la superficie de la Tierra.

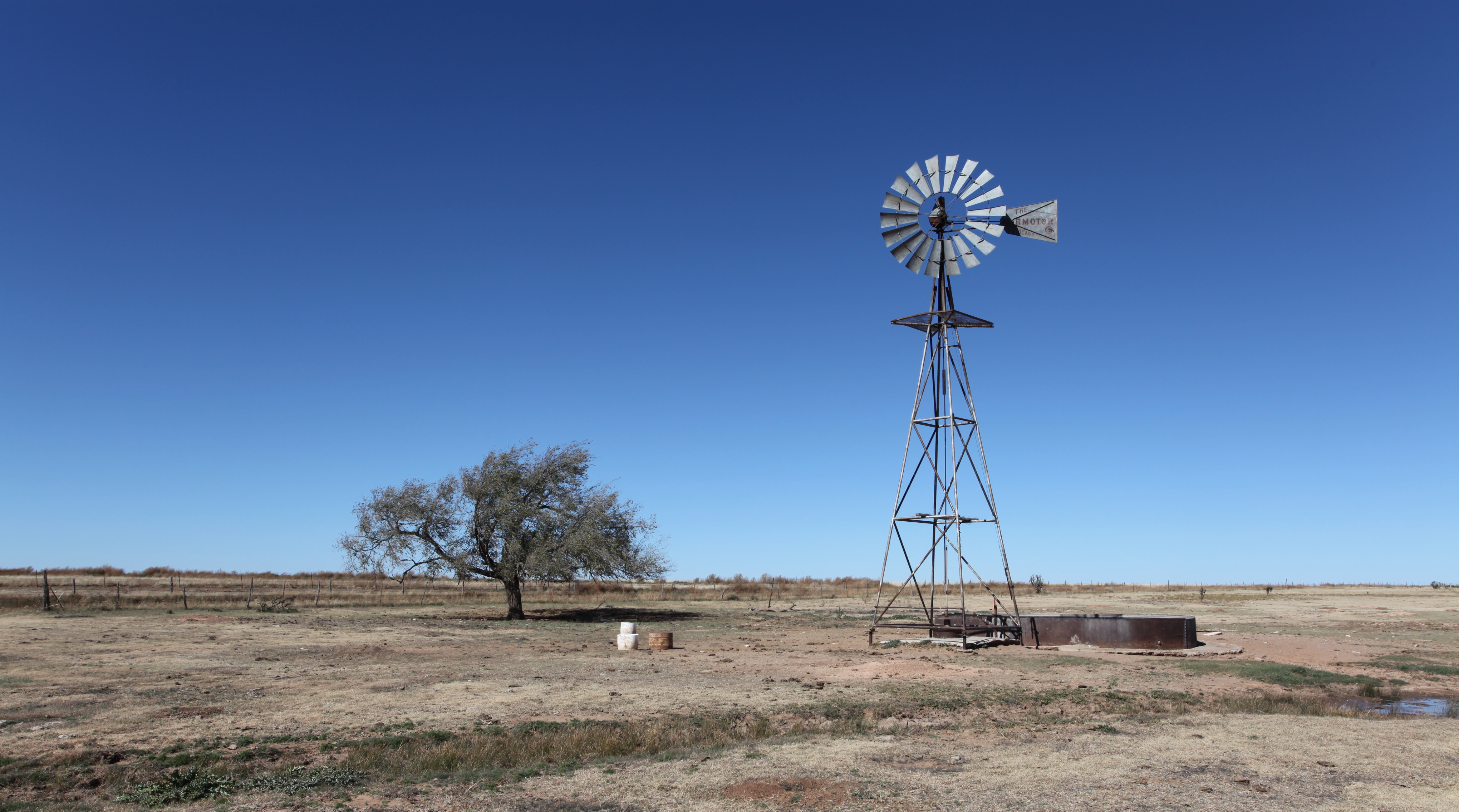
Curry County, parte oriental de Nuevo México, en las grandes llanuras norteamericanas.

## Llanuras en América Central

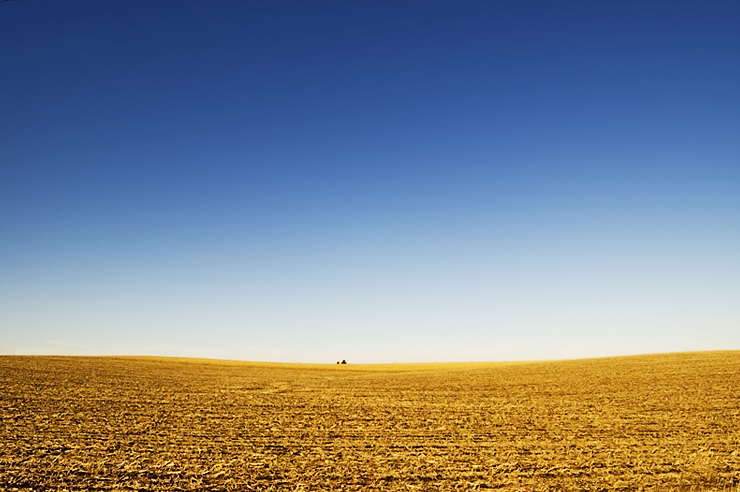
Vista de las Grandes Llanuras cerca de Lincoln, Nebraska, EE. UU.

Las llanuras ocupan, principalmente, las áreas centrales del continente americano. Se formaron por acumulación de sedimentos traídos por el viento, los ríos y el mar, que depositaron en zonas bajas aprovechadas, por ejemplo, para la práctica de la agricultura. En América se destacan las grandes planicies templadas de la región pampeana (Argentina) en el sur de América y las Grandes Llanuras del centro de Norteamérica y las prácticamente sabanas tropicales de los Orinoquía y la Región de los Llanos (ambas son la zona occidental y oriental, respectivamente, de los Llanos del Orinoco en el norte de América del Sur).

## Ejemplos notables

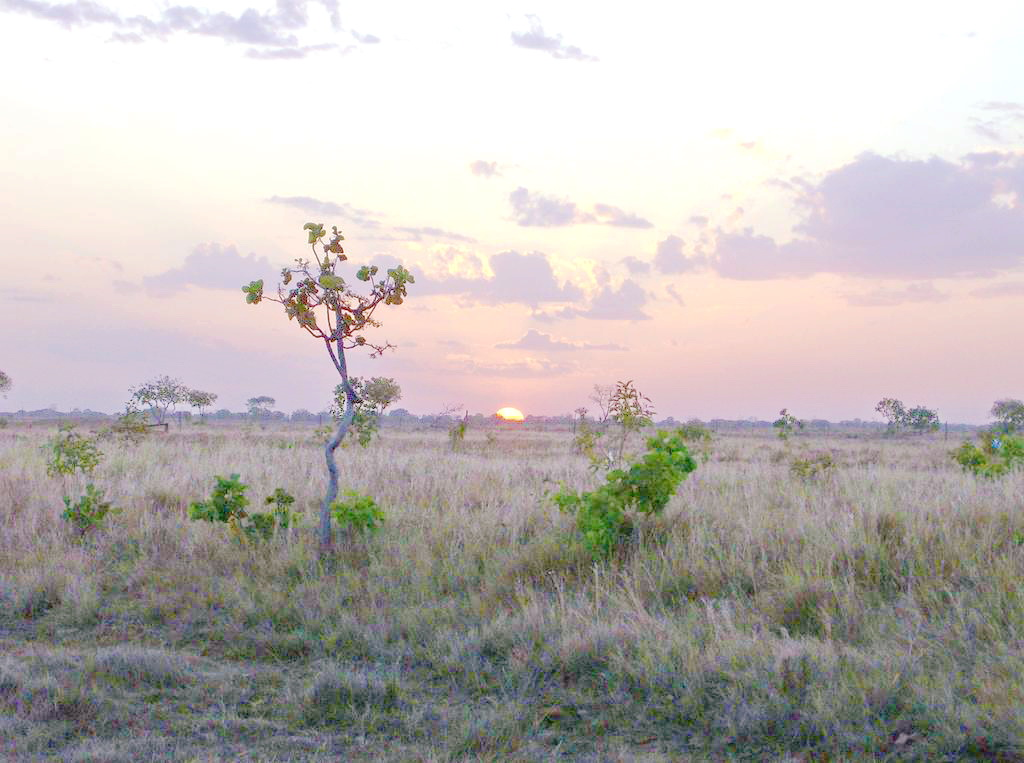
Los Llanos, zona de tierra con relieve relativamente elevado en Venezuela

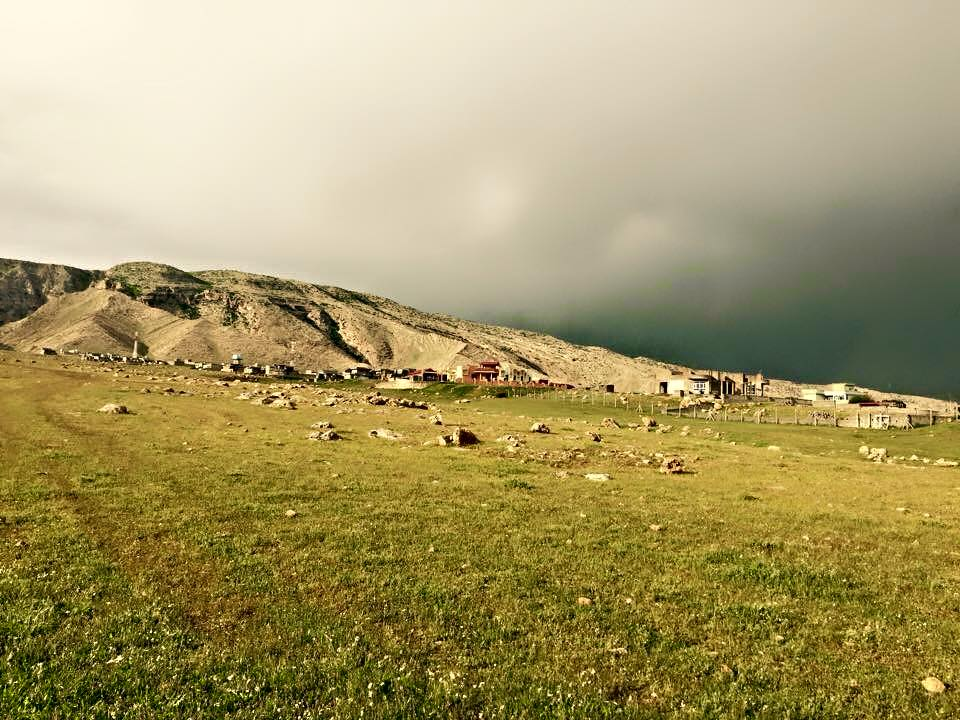
Llanuras de Nínive (Bozan, Iraq)

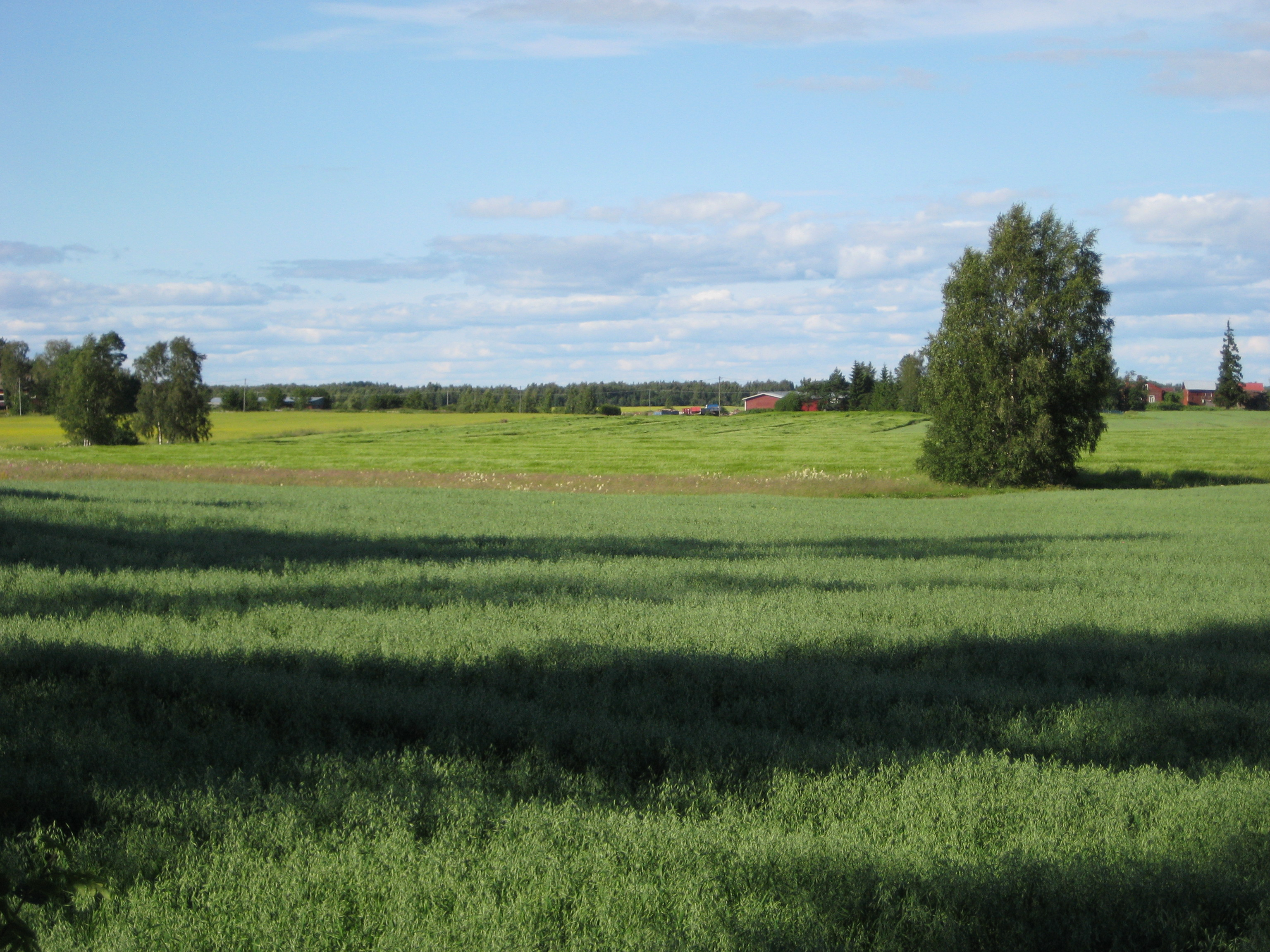
Llanura en Liminka, Finlandia

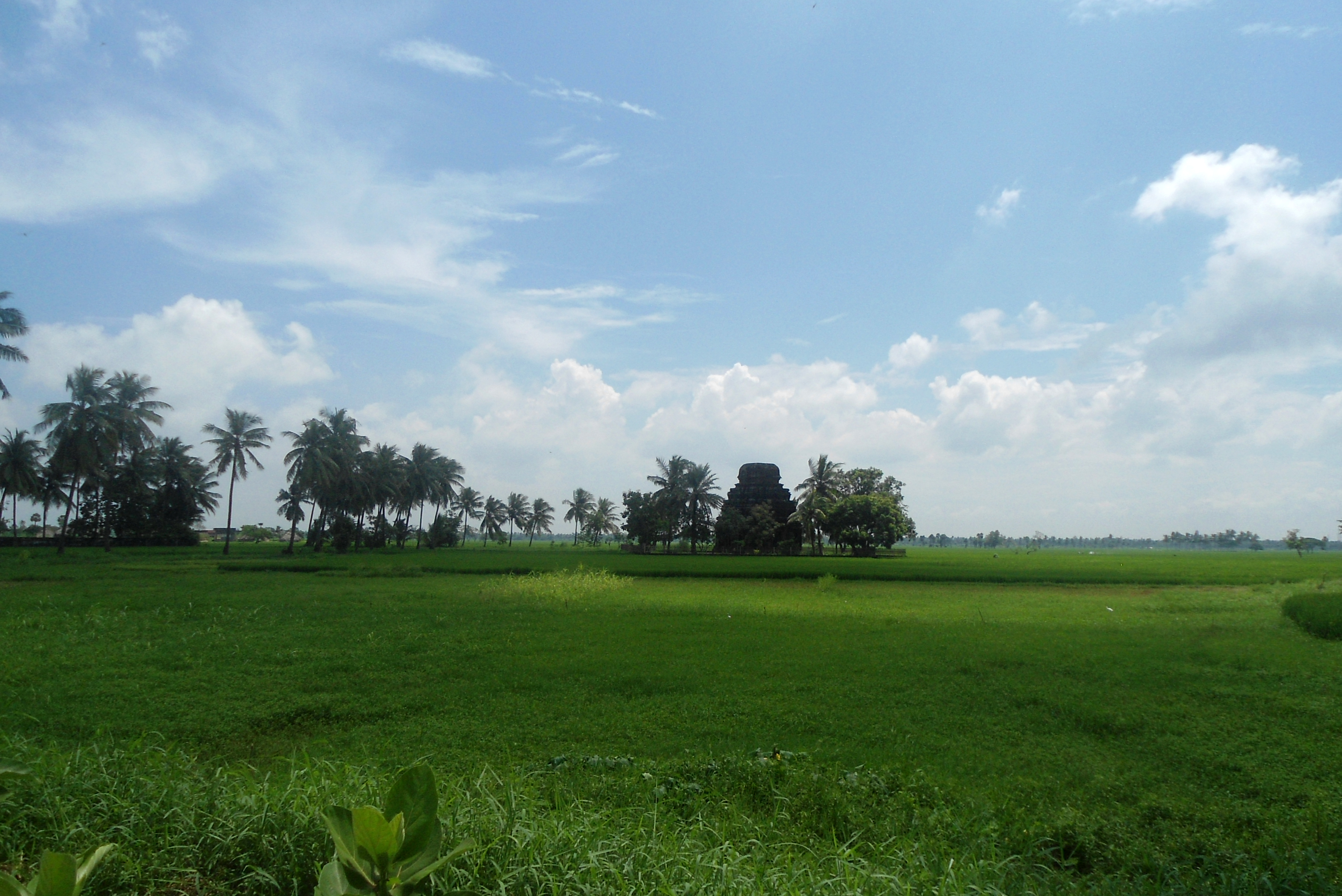
Vista de campos de Biccavolu, Llanuras costeras orientales,Andhra Pradesh, India

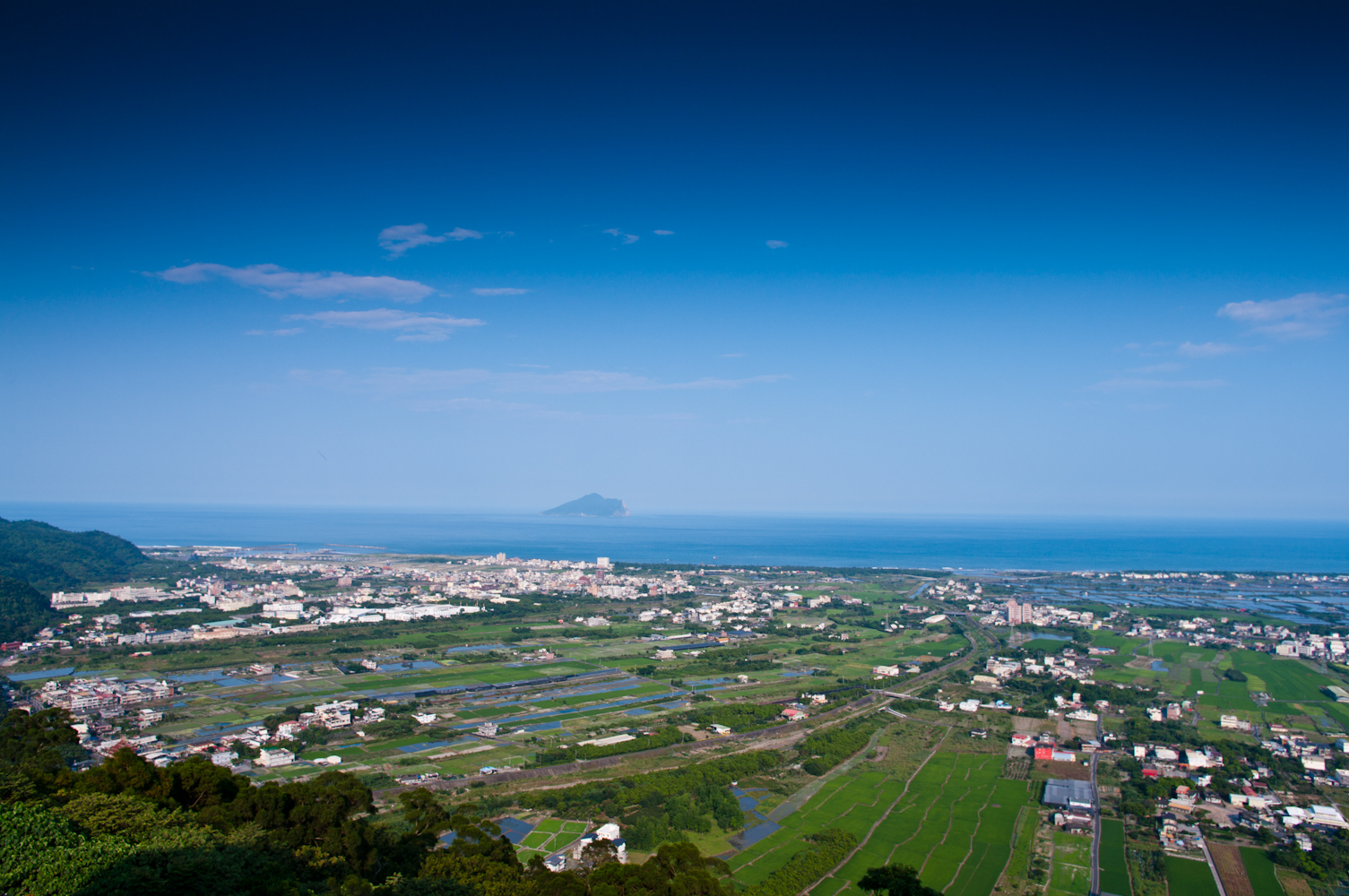
Yilan Plain, Taiwán

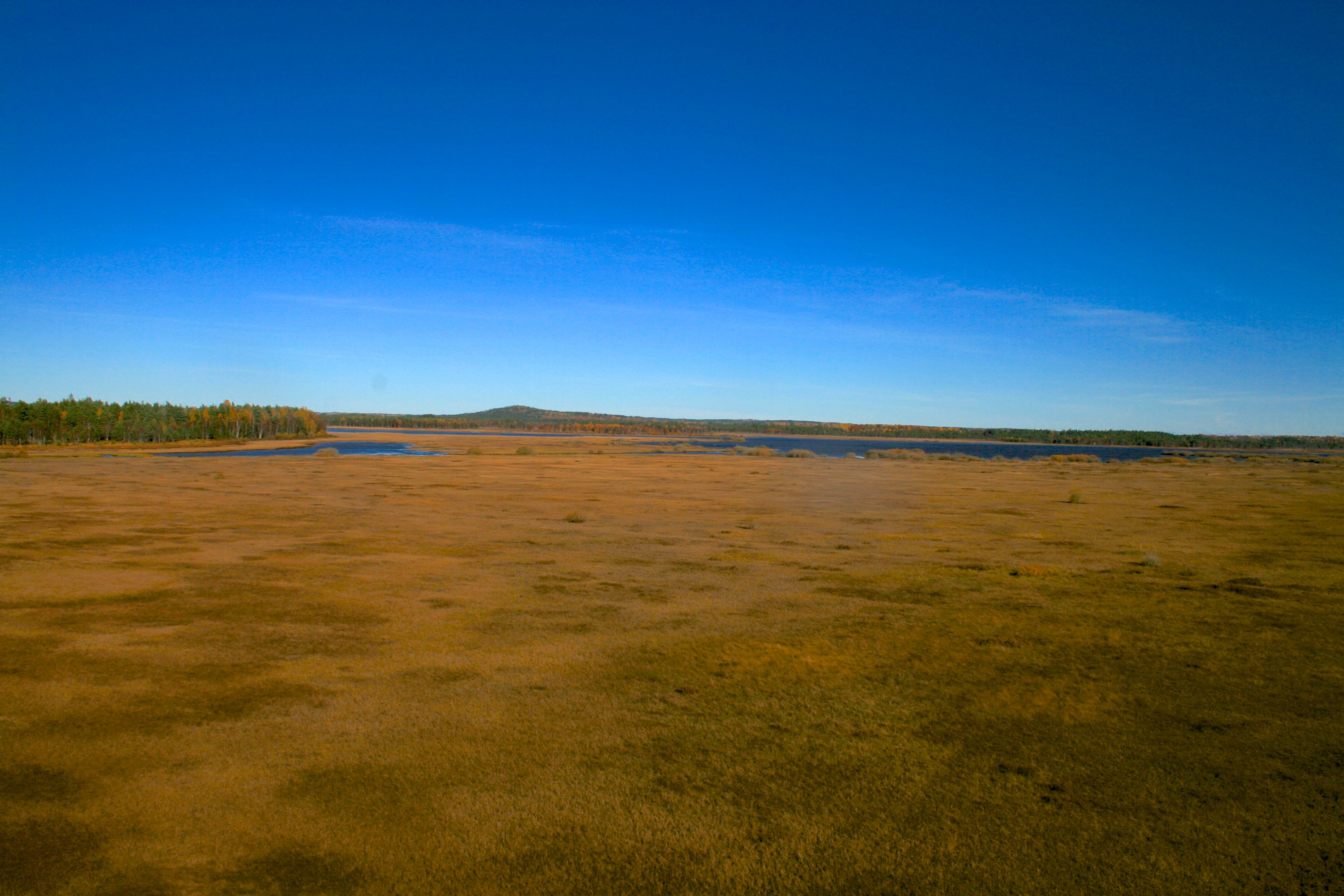
Vista de la penillanura de Småland Meridional en el Parque Nacional de Store Mosse en Suecia

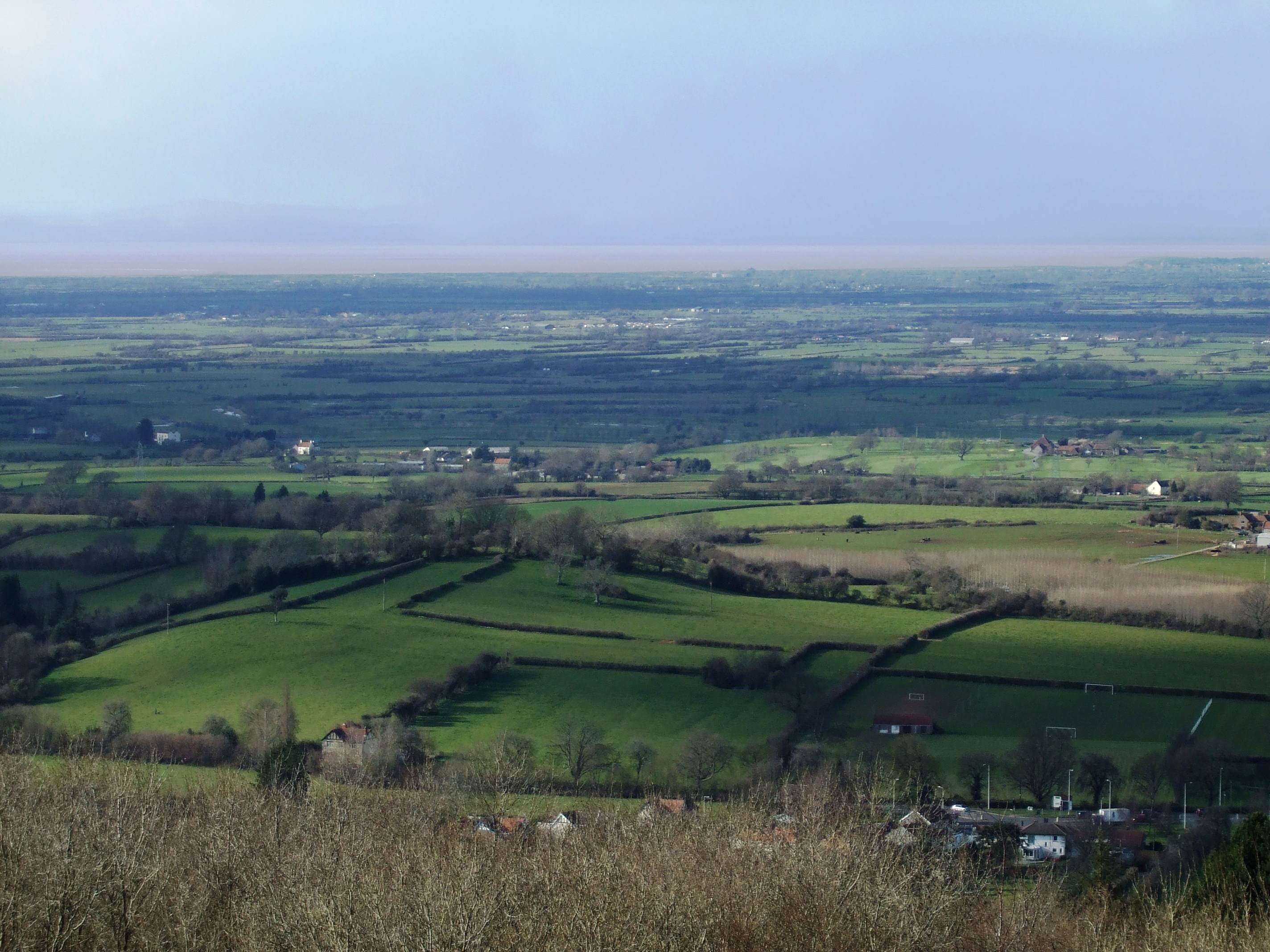
North Somerset Levels, imagen tomada desde Dolebury Warren, Inglaterra, Reino Unido

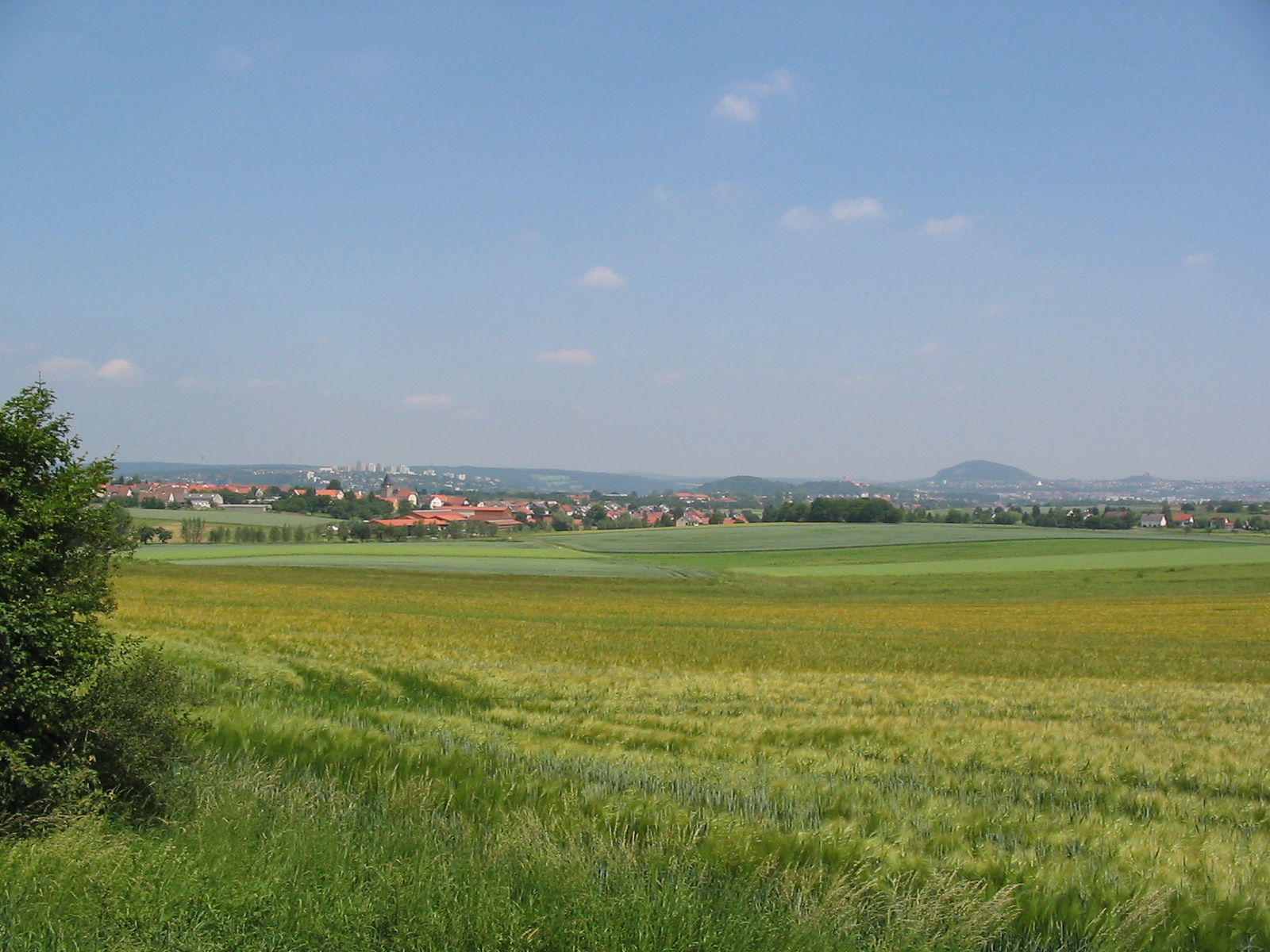
Terreno cercano a la ciudad de Fulda, en el centro de Alemania.

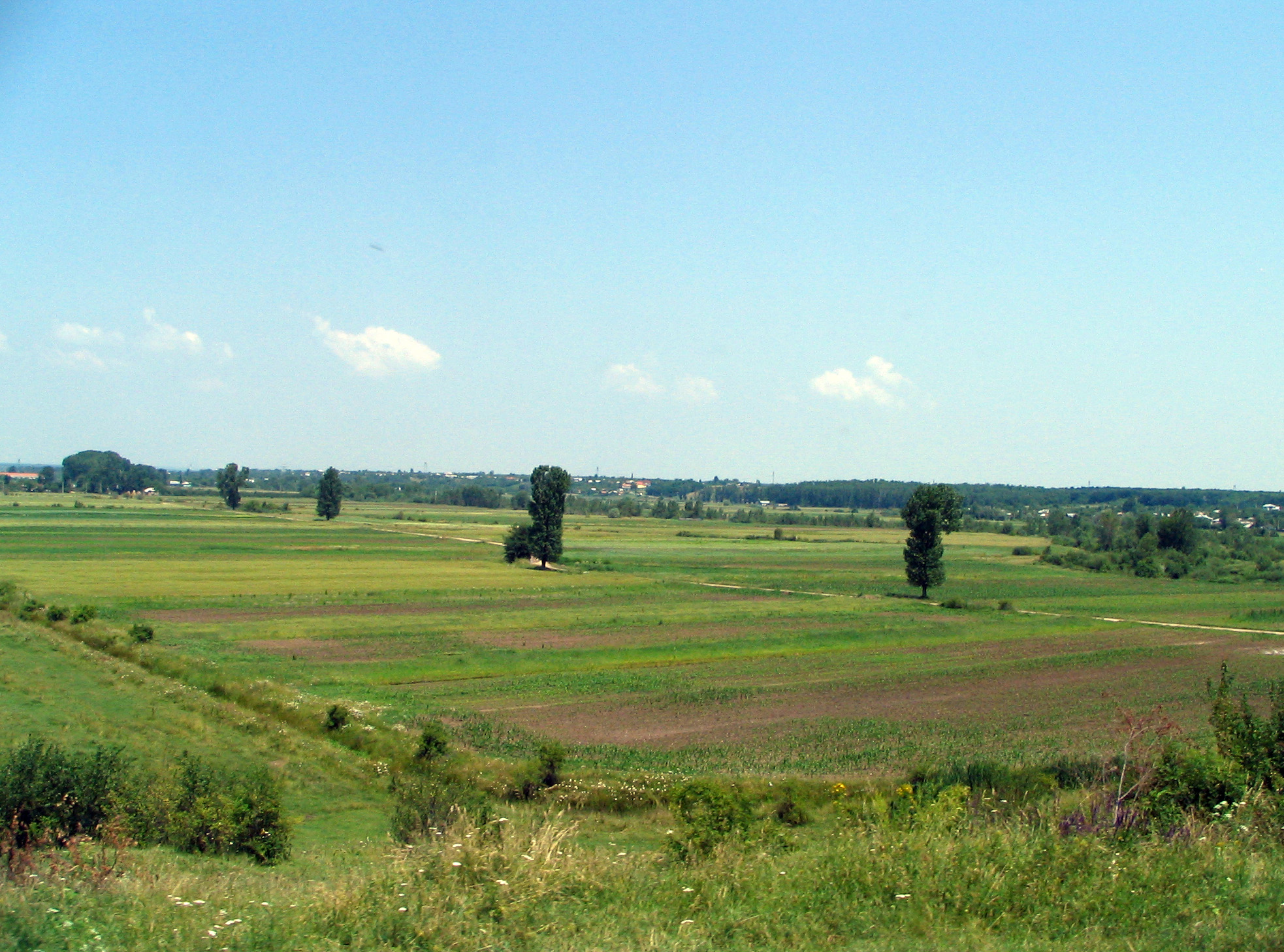
Llanura de Valaquia, en la parte sur del condado de Argeș.

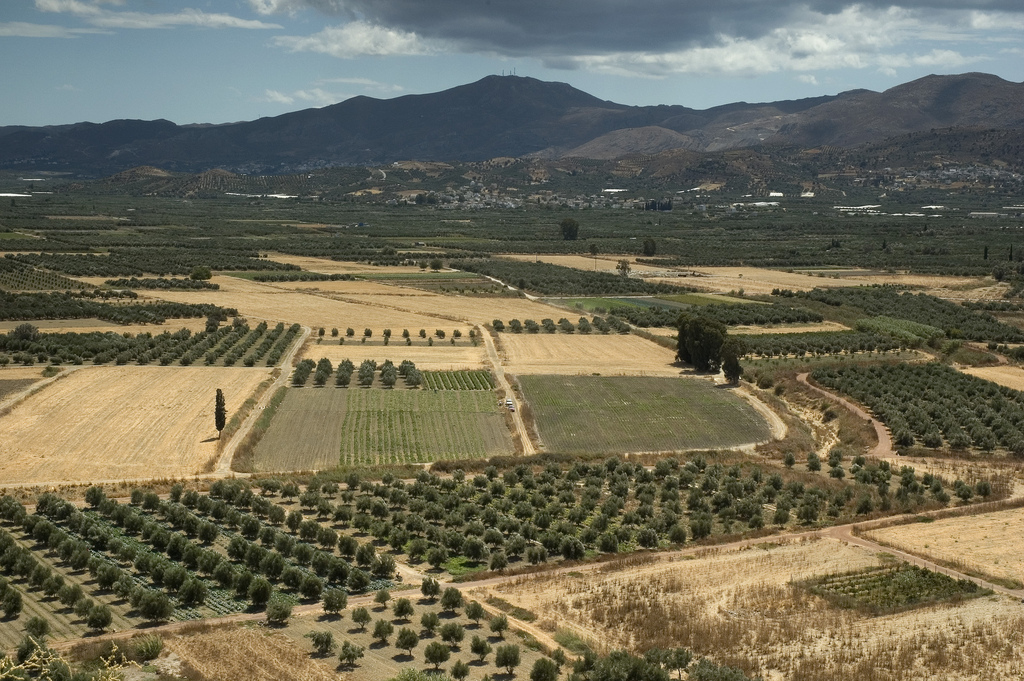
Vista de Messara desde la colina de Faistos, Grecia.

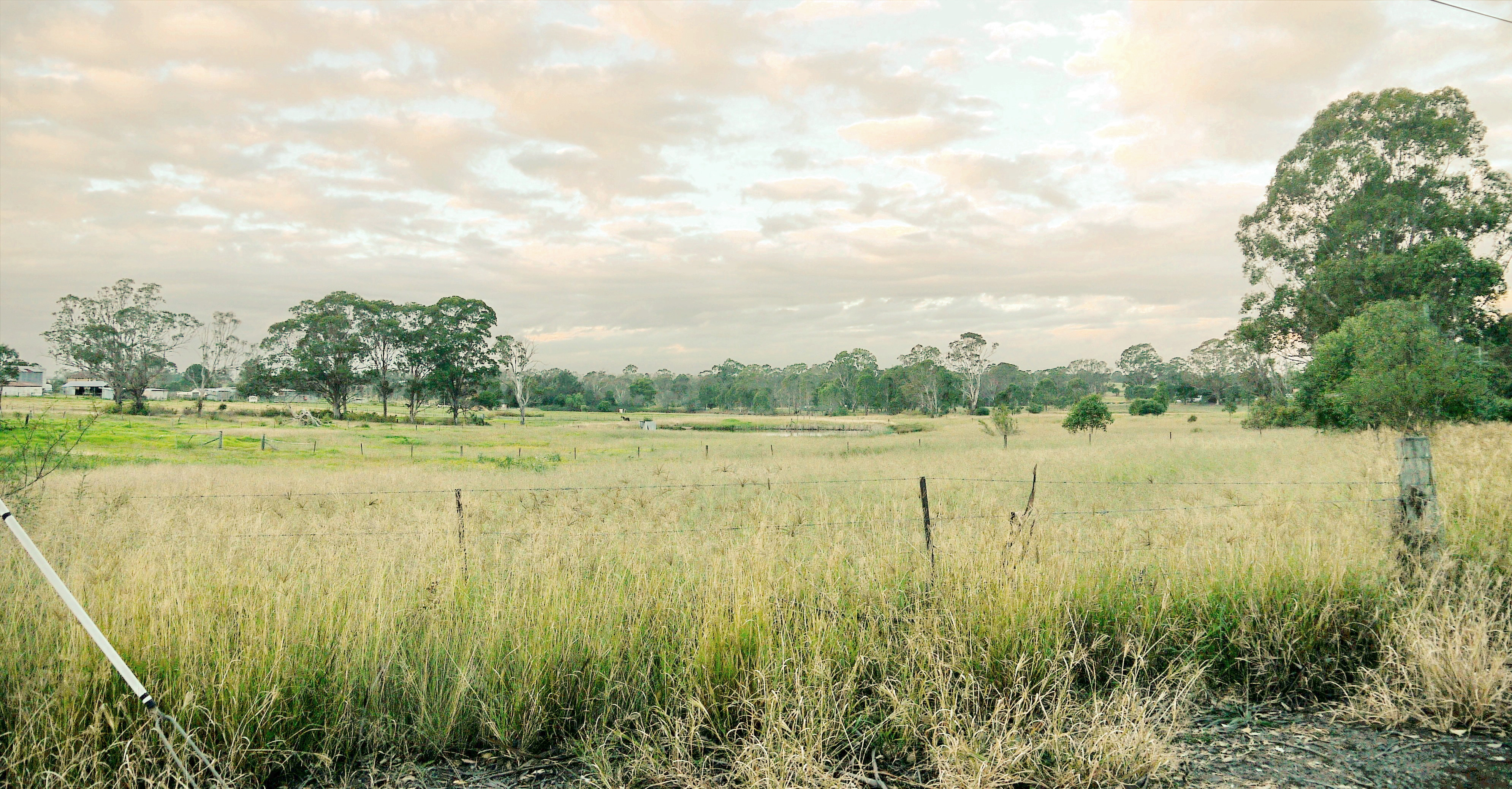
Cumberland Plain Woodland en Western Sydney, Australia.

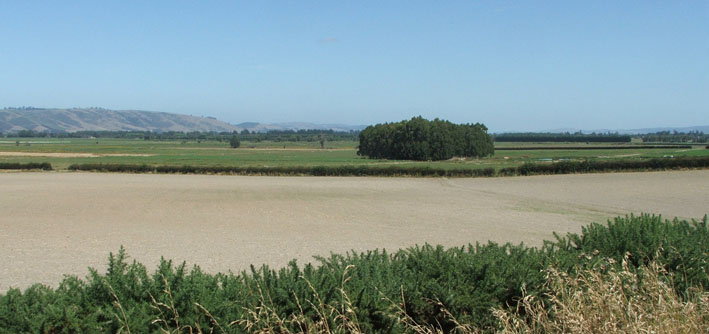
Mirando hacia el sureste a través de la llanura de Taieri, Otago, Nueva Zelanda.

.

### América

#### Caribe y Sudamérica
- Altiplano (Bolivia, Chile)
- Altiplano Cundiboyacense (Colombia)
- Llanuras del Caroní (Trinidad y Tobago)
- Valle Central de Chile
  - Cancha Rayada Chile
  - Los Llanos
- Gran Chaco (Argentina, Bolivia, Paraguay)
- Llanos (Colombia y Venezuela)
- Pampa (Argentina, Uruguay, Brasil)
- Planicies litorales de Chile

#### América del Norte
- Llanura costera del Atlántico (Estados Unidos)
- Llanura de Carrizo (California, Estados Unidos)
- Grandes llanuras (Canadá y Estados Unidos)
- Llanura costera del Golfo (México y Estados Unidos)
- Llanuras Interiores (Canadá y Estados Unidos)
- Llanura del Lago Superior (Wisconsin, Estados Unidos)
- Llanuras de Laramie (Wyoming)
- Las Llanuras Aluviales de Misisipi(Misisipi)
- Llanura de Oxnard, una gran llanura costera en el suroeste del condado de Ventura, California, rodeada por las montañas de las Cordilleras Transversas (Condado de Ventura, California)
- Planicie del río Snake (Idaho)

### Asia

#### Asia Oriental
- Llanura de Chianan, entre Tainan y el condado de Chiayi (Taiwán)
- Llanuras de Depsang, cerca de la cordillera Rimo Muztagh (China e India)
- Llanura de Honam (Corea del Sur)
- Llanura de Kantō (Japón)
- Llanura de Kedu (Centro de Java) Indonesia)
- Llanura de Kewu, valle del río Opak, Java (Indonesia)
- Llanuras de Mallig (Filipinas)
- Llanura de Nōbi (Japón)
- Llanura del Norte de China (China)
- Llanura de Osaka (Japón)
- Llanura de Condado de Pingtung|Pingtung]] (Taiwán)
- Llanura de Sarobetsu (Japón)
- Llanura de Yilan (Taiwán)

#### Norte de Asia
- Llanura de Siberia Occidental (Rusia)

#### Sur de Asia
- Bhuikhel (Parte occidental de Katmandú, al pie de la colina Swayambhunath) (Nepal)
- Llanuras de Depsang (Llanura de grava en la parte noroeste de la disputada región de Aksai Chin en Cachemira, dividida en partes administradas por India y China) (India y China)
- Duars (India y Bután)
- Llanuras costeras orientales (situada entre los Ghats orientales y la Bahía de Bengala) (India)
- Llanura indogangética (Bangladés, India, Nepal y Pakistán)
- Llanuras de More, al sur de Ladakh (India)
- Llanuras del norte de Bengala (Bangladés e India)
- Llanuras del Punjab (Pakistán e India)
- Terai (India y Nepal)
- Llanuras de Utkal (parte de la llanura costera oriental de la India) (India)
- Llanuras costeras occidentales (entre la costa occidental de la India y las colinas de los Ghats occidentales, que comienza cerca del sur del río Tapi) (India)

#### Asia occidental
- Llanura de Al-Ghab (Siria)
- Meseta de Alepo (Siria)
- Llanura de Ararat (Armenia y Turquía)
- Llanura costera israelí (Israel y Palestina)
- Llanura de Juzestán (Irán)
- Llanura de Mugán (Azerbaiyán e Irán)
- Llanura de Nínive (Kurdistán iraquí)
- Llanura de Shiraki (Georgia)

### Europa

#### Europa Central
- Llanura de Flandes (Países Bajos, Bélgica y Francia)
- Limagne (Francia)
- Tierras bajas del norte de Alemania
- Ochsenfeld (Francia)
- Llanura panónica (Europa Central)
- Llanura de Parndorf, en la parte norte de Burgenland, (Austria), superficie aprox. 200 kilómetros cuadrados, con grava en terrazas
- Llanura de Westfalia (Alemania)

#### Europa Oriental
- Llanura de Bărăgan (Rumanía)
- Llanura danubiana (Bulgaria) (Bulgaria)
- Llanura del Dniéper (Ucrania)
- Llanura de Europa Oriental
- Gran llanura europea
- Gran Llanura Húngara
- Campo de Kosovo  (Kosovo)
- Pequeña llanura húngara (Austria, Hungría y Eslovaquia)
- Estepa Panónica (Llanura panónica) (Hungría)
- Llanura polesa (cuencas de drenaje de varios ríos, incluidos el Dnieper, Pripyat y Desna) (Ucrania y Bielorrusia)
- Llanura tracia superior (Bulgaria)
- Gran llanura rumana (Rumanía)

#### Norte de Europa
- Llanura de Cheshire (Inglaterra)
- Hardangervidda (Noruega)
- Kaffiøyra, Llanura costera en Oscar II de Suecia Land en Spitsbergen, (Svalbard, Noruega)
- Llanuras de Muddus topografía plana salpicada de inselbergs (Norte de Suecia)
- Llanura nordeuropea
- Llanura costera de Northumberland (Norte de Inglaterra)
- North Somerset Levels, (North Somerset, Inglaterra)
- Llanura de Salisbury (Inglaterra)
- Solway Plain, llanura costera ubicada principalmente en el noroeste de Cumbria (Inglaterra)
- Somerset Levels (Somerset, Inglaterra)
- South Coast Plain, condados de East y West Sussex y Hampshire, (Inglaterra)
- Penillanura del sur de Småland, que cubre grandes extensiones del sur de Småland y áreas cercanas en el sur de Suecia
- Stora Alvaret (Öland, Suecia)
- Strandflate (Noruega)
- Penillanura subcámbrica (Países nórdicos)
  - Planicie central sueca, desde la costa oeste sueca en Bohuslän hasta el archipiélago de Estocolmo y Roslagen en el Mar Báltico
  - Llanura Ostrobothniana, gran extensión de tierras bajas en Finlandia a lo largo del Mar de Botnia
- The Fylde, llanura costera en Lancashire, (Inglaterra)

#### Europa meridional
- Agro Nocerino Sarnese, región de la provincia de Salerno, en Campania, en el sur de Italia
- Campidano (Italia)
- Llanura Lelantina (Grecia)
- Mesaoria (Chipre)
- Mesará (Grecia)
- Nurra (Cerdeña, Italia)
- Valle del Po (Italia)
- Valle de Rieti (Italia central)
- Tavoliere delle Puglie (Sur de Italia)

### Oceanía

#### Australia
- Bogong High Plains (Alpes Victorianos, Australia)
- Cumberland Plain, (Sídney, Australia)
- Esperance Plains, en la costa sur entre las biorregiones de Avon Wheatbelt y Hampton, y limita al norte con la región de Mallee (Australia Occidental)
- Llanura de Molonglo, la llanura aluvial del río Molonglo (Territorio de la Capital Australiana)
- Mulga Lands (este de Australia)
- Llanura de Nullarbor (Australia meridional)
- Llanura de Ord Victoria (norte de Australia)
- Llanura costera de Swan (Perth, Australia)

#### Nueva Zelanda
- Llanuras de Awarua, área de humedal al este de Bluff, Nueva Zelanda (Southland, Nueva Zelanda)
- Llanuras de Canterbury (Canterbury)
- Llanuras de Hauraki (Waikato)
- Maniototo, región interior elevada en Otago
- Taieri Plains, al sudoeste de Dunedin (Otago)